# Авільяно
Авільяно (італ. Avigliano) — муніципалітет в Італії, у регіоні Базиліката,  провінція Потенца.
Авільяно розташоване на відстані близько 300 км на південний схід від Рима, 14 км на північний захід від Потенци.
Населення — 11 697 осіб (2014).
Щорічний фестиваль відбувається 15 червня. Покровитель — святий Віт.

## Демографія
Населення за роками:

Станом на 1 січня 2023 року в муніципалітеті офіційно проживало 187 іноземців з 27 країн, серед них 119 громадян країн Євросоюзу та 4 громадяни України.

## Сусідні муніципалітети
- Ателла
- Белла
- Філіано
- Форенца
- П'єтрагалла
- Потенца
- Руоті